# 镇江关站
镇江关站位于中华人民共和国四川省阿坝藏族羌族自治州松潘县镇江关乡，是川青铁路上的一座车站，2023年11月28日随川青铁路青镇段开通而投入使用，车站规模为2台4线，车站距松潘县城约38公里。

## 车站结构
车站按1000平方米规模设计，最高聚集人数400人；站房采用立面建筑形式，木色的立柱托起优美的屋面，屋檐上向外界展现出的藏族文化元素，反映了当地地域特色；由于车站附近地势狭窄，需跨越既有国道和既有线路，才能通过进站天桥连接站房与相应的站台面，本站也是目前全国唯一一座进站天桥跨越国道的高铁站。